# Смит, Карен (фотомодель)
Каре́н Брюсен Смит-Гальва́н (англ. Karen Brucene Smith-Galvan; род. 21 июня 1951, Порт-Лавака) — американская модель, победительница конкурса красоты «Мисс Интернешнл 1974».

## Биография

### Юность
Карен Брюсен Смит родилась 21 июня 1951 года в Порт-Лаваке (штат Техас) в семье Дэвида Брюса Смита и Белль Данлэп-Смит. В семье, помимо Карен, было 4 сестры и брат. Своё второе имя Брюсен она получила в честь второго имени отца. Получила образование в средней школе Кальхун, во время учёбы в школе занималась чирлидингом.

### Карьера модели
После окончания школы Смит поступила в колледж Виктория. Затем она училась в летней школе Техасского университета в Остине, когда получила приглашение принять участие в конкурсе «Мисс мира США». Она одержала победу и была коронована как «Мисс мира США» и представляла США на международном конкурсе «Мисс мира 1971». Её участие на «Мисс мира» было успешным и она вошла в топ-6 по итогам конкурса.
В 1974 году она представляла США на международном конкурсе «Мисс Интернешнл 1974» и одержала победу, будучи коронованной как «Мисс Интернешнл». Она стала первой представительницей США в истории, которая выиграла этот конкурс.
В январе 1975 года она подписала контракт с модельным агентством «Wilhelmina Models» в Нью-Йорке. Жизнь в огромном городе показалась ей слишком роскошной и она вернулась в Остин через месяц. Затем она уехала в Японию, где работала моделью в течение шести месяцев. После возвращения на родину работала моделью в Далласе в течение трёх лет.

### Семья
В 1980 году Карен Смит вышла замуж за Дэвида Гальвана, у пары 6 детей.